# Théophile Bidard
Pour les articles homonymes, voir Bidard et La Noë.
Théophile Bidard de La Noë est un homme politique français né le 11 mars 1804 à Rennes (Ille-et-Vilaine) et mort le 23 octobre 1877 à Rennes.

## Biographie
Juriste, professeur de droit à la Faculté de Rennes. Employeur de l'empoisonneuse Hélène Jégado au moment de son arrestation et témoin important lors de son procès en décembre 1851. Théophile Bidard a été maire de Rennes entre octobre 1870 et janvier 1871.
Il est député d'Ille-et-Vilaine de 1848 à 1849, siégeant à gauche, et de 1871 à 1876, au centre droit.

## Sources
- « Théophile Bidard », dans Adolphe Robert et Gaston Cougny, Dictionnaire des parlementaires français, Edgar Bourloton, 1889-1891 [détail de l’édition]